# THE春夏秋冬
THE春夏秋冬（ザ・シュンカシュウトウ）は、日本のロックバンド。キャッチフレーズは「激情ロックな季節風」。

## メンバー
| メンバー名                    | 誕生日                 | 出身地 | 血液型 | 備考     |
| ----------------------------- | ---------------------- | ------ | ------ | -------- |
| Ka-Low （かろう）             | 1980年6月8日（44歳）   | 福岡県 | B型    | ボーカル |
| Hiro （ひろ）                 | 1986年7月23日（38歳）  | 福岡県 | B型    | ギター   |
| 黒木 洋介 （くろぎ ようすけ） | 1981年11月28日（43歳） | 福岡県 | A型    | ベース   |
| 服部 哲也 （はっとり てつや） | 1983年12月17日（41歳） | 徳島県 | A型    | ドラム   |

### 元メンバー
- 山中 知典（2009年まで）ギター
- 佐藤 仁（2009年まで）ドラム

現在は撮影、映像スタッフを務めている
- 秋山 進之介（2014年10月まで）ギター

## 来歴
2002年、徳島県でロックバンド「BEAT TRAPPERS」のベーシストとして活動していたKa-Lowと、そのローディーだった黒木を中心に「春夏秋冬」を結成。Ka-Lowのサイドバンドとして活動していた。
2005年に知典、仁が加入。同年、BEAT TRAPPERSの解散を期に本格的に「THE春夏秋冬」として活動を開始。2006年にKa-Lowの実弟であるHiroが加入し、5人編成となる。2011年9月、自主企画「第19期コロモガエ」にてサポートであった秋山と服部が正式メンバーとして加入。
2013年3月、フルアルバム「Dream ON」でインディーズデビュー。それに伴い約50本の全国ツアーを行った。同年8月、ツアー中に出場したピースフルラブ・ロックフェスティバルオーディションにてグランプリに選ばれ、2014年7月に沖縄で開催されるピースフルラブ・ロックフェスティバルの出場権を獲得した。同年8月、秋山が脱退し4人での活動となる。

## ディスコグラフィー

### アルバム
インディーズレーベル
|     | タイトル | 発売日        | 曲目 | レーベル       |
| --- | -------- | ------------- | --- | -------------- |
| 1st | Dream ON | 2013年3月27日 | 01. Dream ON 02. 直線だと信じて 03. 僕とダンスりませんか? 04. COLOR 05. 無敵のコトバ 06. タイマンラヴ 07. BURN〜世に友愛の華が咲く〜 08. AINE 09. 真夏の夢うつつ 10. Sorry Night 11. 想像以上ゴール未満 12. 大人へ | ティーサポート |

### 配信限定シングル
| 発売日         | タイトル                                |
| -------------- | --------------------------------------- |
| 2019年9月25日  | ユルビジョン                            |
| 2019年10月22日 | 遥か遠い昔から                          |
| 2019年11月22日 | I.I                                     |
| 2019年12月4日  | ワッショイ!間に合え恋花火               |
| 2019年12月11日 | 夢MHZ                                   |
| 2019年12月18日 | ボクイワク                              |
| 2019年12月25日 | SCARY LOVE                              |
| 2020年1月1日   | キミヲマツ                              |
| 2020年1月3日   | ソラセッサリロ                          |
| 2020年1月8日   | カナエールC                             |
| 2020年1月22日  | マンダラゲ                              |
| 2020年1月29日  | GOLD RECORDS                            |
| 2020年1月31日  | 八八八-Dear my friend-                  |
| 2020年2月5日   | ONE-CHAN NATURE                         |
| 2020年2月19日  | 僕とダンスりませんか?                   |
| 2020年2月26日  | SAY ONアラモード                        |
| 2020年3月1日   | 夢の花束                                |
| 2020年3月4日   | 君のウタ                                |
| 2020年3月11日  | A=Z                                     |
| 2020年3月19日  | ネイティブ自分                          |
| 2020年4月1日   | 歌に願いを                              |
| 2020年4月8日   | 楽団四季〜夢組〜                        |
| 2020年4月15日  | ビーバップ                              |
| 2020年4月22日  | サバイバー                              |
| 2020年5月1日   | 記憶に無い想い                          |
| 2020年5月8日   | 未来ナビゲーション                      |
| 2020年5月15日  | いつかのハイドレンジア                  |
| 2020年5月23日  | PE×KE                                   |
| 2020年5月26日  | ダマされたと思って                      |
| 2020年7月29日  | ZQN                                     |
| 2020年9月1日   | あの頃何も・・・                        |
| 2021年10月19日 | Re:Birth                                |
| 2021年10月19日 | 騎士飛翔(ナイトフライト)                |
| 2021年10月19日 | 新曲が激ました。                        |
| 2021年10月19日 | 幸せでいてね                            |
| 2021年10月19日 | 桜色(ロゼオモッシュ)                    |
| 2021年10月19日 | ガソリンになりたい / THE春夏秋冬×PISTOL |
| 2021年10月19日 | 俺とお前のONE'S LIFE                    |
| 2021年10月19日 | ウイニングラン                          |
| 2021年10月19日 | アンロッ                                |
| 2023年12月6日  | Final ROUND                             |

## 出演

### ラジオ
- THE春夏秋冬のバリカタゆーとろーが!（エフエムびざん、2013年10月2日 - ）